# Noel Davis
Noel Davis, död 26 april 1927, var en amerikansk militärflygare.
Davis utexaminerades från Naval Academy och genomgick flygutbildning vid NAS Pensacola Florida 1920 och godkändes som militärflygare 1921. Vid skolan fick han omdömet bland sina skolkamrater att vara mycket noggrann och pedant. Efter flygutbildningen utsågs han till chef för Naval Reserve Flying Headquarters i Washington, D.C.. På fritiden utvecklade han en flygplanssextant som skulle lösa navigationsproblemen. US Navy beställde ett antal efter att de sett första prototypen. Med stöd från US Navy inledde Davis förberedelser för en flygning över Atlanten.  Han förflyttades till Bureau of Aeronautics där han fick Stanton Wooster till asisstent. Wooster, även han flygare, erbjöds att följa med på flygningen.

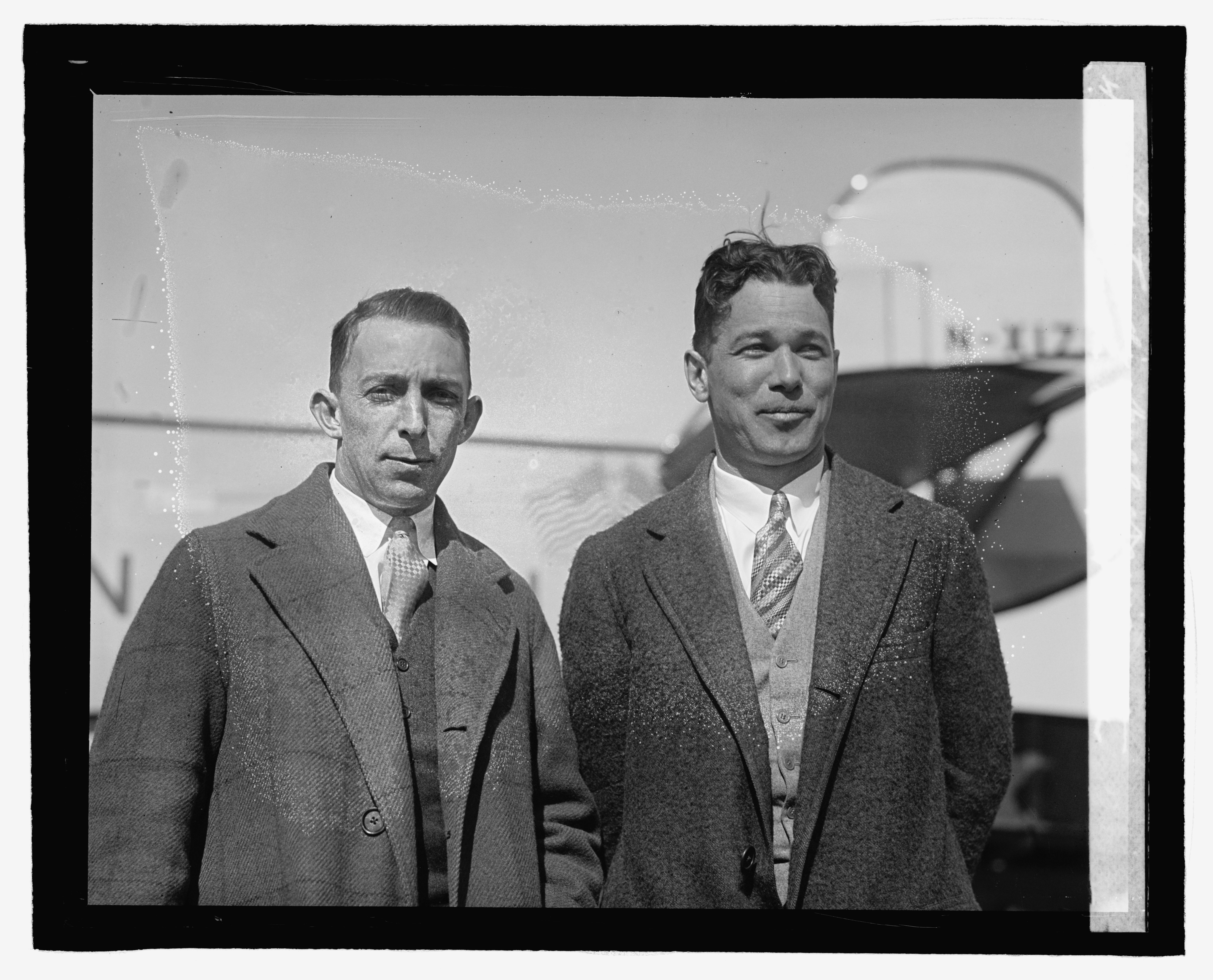

Flygplanet, ett Keystone Pathfinder, specialmodifierades med flera extratankar för bränsle för kunna genomföra flygningen utan mellanlandning. De tre Wright J-5 Whirlwind motorerna gav tillsammans 660 hk, och även om en motor slutade att fungera skulle flygplanet kunna hålla sig i luften på två motorer. Både Wooster och Davis övervakade tillverkningen av flygplanet i Bristol, Pennsylavania. När flygplanet var färdigt genomförde de testflygningarna tillsammans. Flygplanet döptes till American Legion och flögs över till Langley Field där man utrustade det inför flygningen.
26 april 1927 var tanken att man skulle provflyga flygplanet med full last för första gången. Wooster satt på förarplatsen medan Davis instruerade markpersonalen att ställa sig längs banan för att avgöra hur lång startsträckan var. Davis förenade sig med Wooster i förarkabinen. Efter att man genomgått checklistan släppte man bromsarna och drog på gas längs fältet. Flygplanet behövde hela fältet för att kunna lätta och klarade med en hårsmån några träd i banans förlängning. Från luftskeppshangaren på Langley Field såg markpersonalen hur Wooster flög lågt över marken ut mot Back River. Man såg hur flygplanet råkade i svårigheter, men piloterna lyckades rätta upp flygplanet med en mindre höjdförlust. Wooster svängde åter mot fältet för att genomföra en landning, men då höjden bara var runt 20 meter kom man inte att klara trädtopparna i banänden. Wooster och Davis beslutade sig för att nödlanda på strandbanken till Back River. Det högra hjulet tog i marken först, sedan stjärten och flygplanskroppen. Flygplanet gled längs marken, landstället bröts först bort, sedan propellrarna och ena vingen. Slutligen slog man i nosen och motorn slets loss från sin infästning och trycktes in i förarkabinen, där Wooster och Davis klämdes till döds.   
Davis begravdes med militära hedersbetygelser i Pensacola, Florida.